# Coin tree

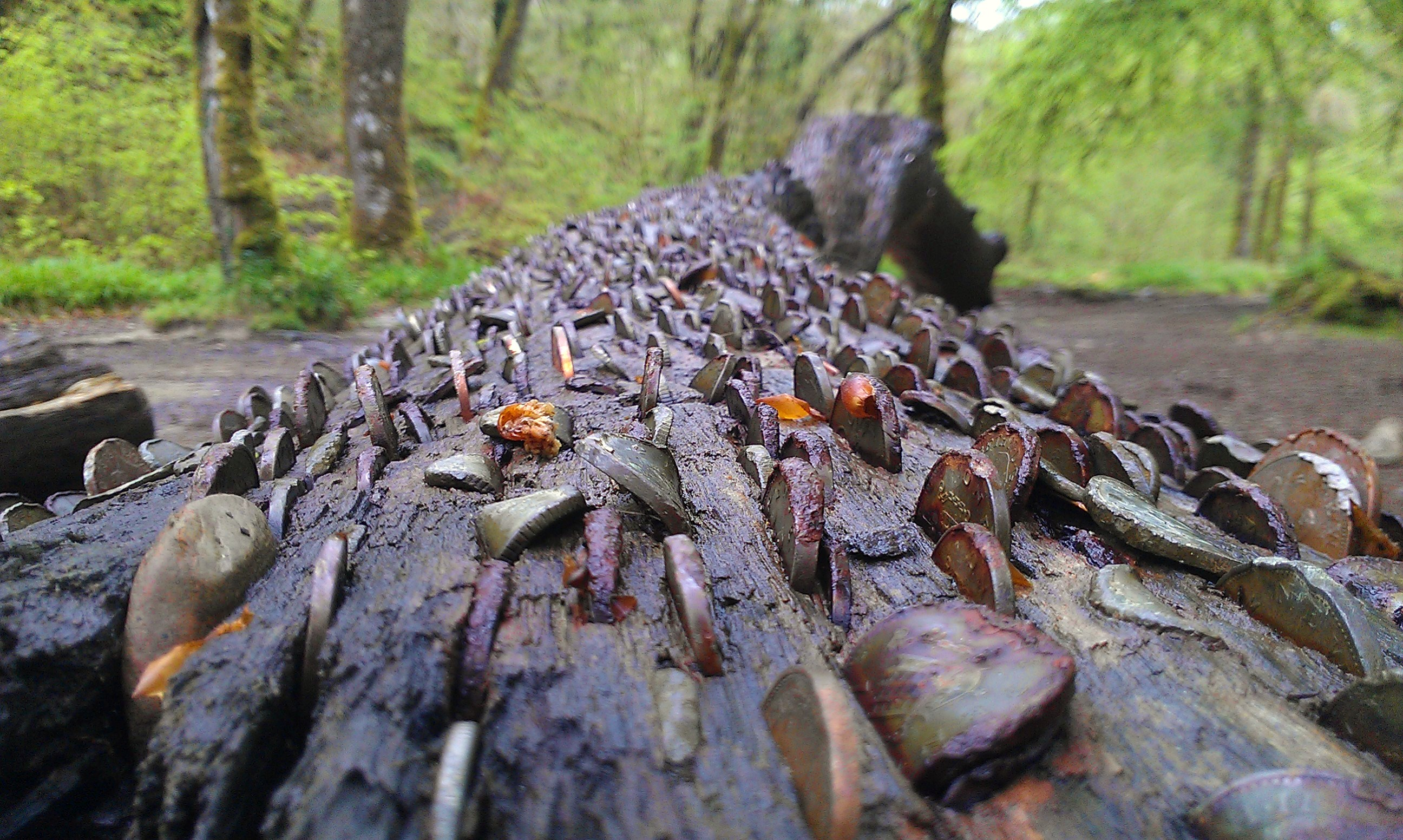
Ein Coin tree in Sommerset, England

Ein Coin tree (deutsch Münzenbaum; auch Money oder Wish tree) ist ein Baum, dessen Stamm und ggf. auch Äste mit Hunderten von Münzen, die durch die Rinde und das Holz getrieben wurden, bedeckt ist. Es handelt sich um eine jüngere Form der Votivgabe. Verbreitet sind Coin trees vor allem in Norden Englands und in Cornwall. Vereinzelt gibt es sie auch in anderen Teilen der Britischen Inseln.
Aus Gründen des Naturschutzes sollte auf diese abergläubische Praxis verzichtet werden.

## Bedeutung
Ursprünglich handelte es sich bei der Niederlegung von Münzen um einen rituellen Austausch von Werten: materieller Wert (Münze) gegen geistigen oder spirituellen Wert. Orte der Münzspende waren meist Heilige Quellen, besonders solche, die als Clootie Well durch Stoffstreifen an Bäumen geschmückt waren. Dass die Stoffstreifen zumeist angenagelt wurden und nach dem Verrotten des Stoffs nur die Nägel zurückblieben, gilt als Anregung für den erst im Laufe der Zeit entwickelten Brauch, Münzen in das Holz zu treiben.
Für den ältesten bekannte Coin tree auf Eilean Ma-rui' im Loch Maree in den Schottischen Highlands wird 1775 erstmals der Brauch beschrieben, an einer Heiligen Quelle Münzen als Dank an St. Maolrubha  für Heilungen durch die Quelle in einem Baum niederzulegen. Die Eiche ist heute entwurzelt und in mehrere Teile zerbrochen. Mitte des 19. Jahrhunderts wurde aufgezeichnet, dass der Baum mit Nägeln gespickt war. Außerdem wurden andere Metallgegenstände an dem Baum befestigt. Später wurden alle Metallobjekte als geeignete Gaben an den Baum angesehen und spätestens 1877 wurden nur noch Münzen in den Baum geschlagen. 1877 besuchte Queen Victoria diesen Baum, sie und ihr Hofstaat hinterließen Münzen. Laut zeitgenössischen Quellen hatte sich die Bedeutung bereits gewandelt, als Motiv wurden Votivgaben an den Heiligen genannt.
In den 1940er Jahren ist belegt, dass ein Coin Tree in Nordirland Heilung von Warzen oder Buckel versprach. Als Gaben dienten Haarnadeln, Sicherheitsnadeln, Pennies, Nägel, Bolzen und Militärabzeichen. Wenn ein Coin Tree durch Metallvergiftung abstirbt, wird in der Regel ein Nachbarbaum zum Nachfolger, bei besonders beliebten Coin trees auch mehrere, so dass am Loch Maree um den alten, zerfallenen Baum 2014 zwölf weitere coin trees standen. In den modernen Bäumen werden fast ausschließlich Münzen verwendet.
Befragungen von Besuchern der Coin trees, die Münzen hinterließen, ergaben, dass sie zum größten Teil vorher noch nie von Coin trees gehört hatten und zufällig auf einen stießen. Sie wollten es den vorherigen Spendern gleichtun und nahmen an, dass dies Glück bringe.

## Verbreitung

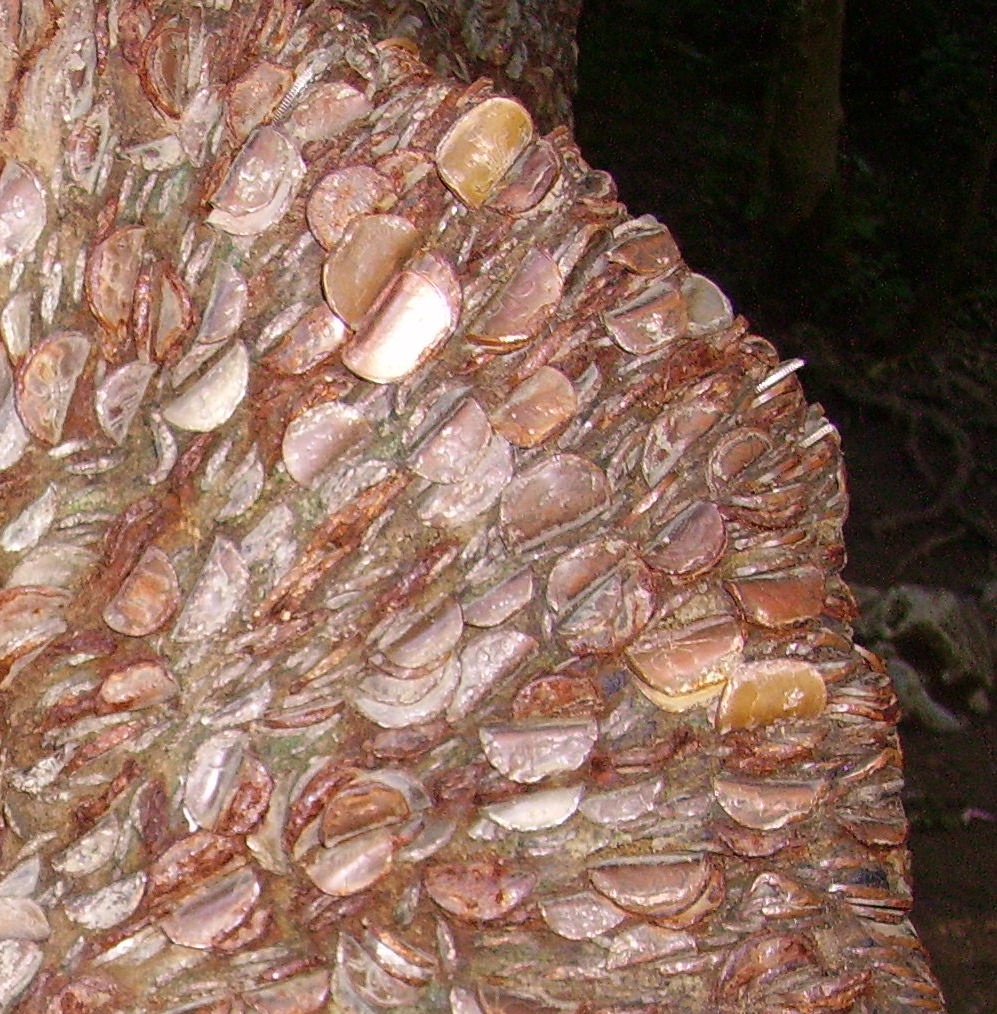
Münzenbaum nahe der Ingleton Falls

Auf den Britischen Inseln waren im Jahr 2014 an 32 Standorten 237 Coin trees nachgewiesen. Sie stehen alle in ländlichen Regionen auf öffentlich zugänglichem Grund, oft in touristisch bedeutenden Gegenden und meist an regelmäßig begangenen Wegen.
Nur bei wenigen Coin trees lässt sich ein hohes Alter nachweisen, ein Baum in Argyl, Schottland einer im County Laois, Irland und einer bei Ardboe, Nordirland sind seit etwa der Wende zum 20. Jahrhundert belegt. Fast alle Coin trees stammen aus einem Wiederaufleben der Tradition seit den 1990er Jahren. Aufgrund der mit dem Eintreiben der Münzen verbundenen Gefahren für die Bäume, insbesondere durch eine Kupfervergiftung, warnte der National Trust for Scotland vor dieser Praxis und bat Besucher und Wanderer darum, darauf zu verzichten.